# Amadou Onana
Amadou Onana (Dakar, 16 augustus 2001) is een Belgisch-Senegalees voetballer die sinds juli 2024 uitkomt voor Aston Villa, voornamelijk als verdedigende middenvelder. Eerder speelde hij onder meer bij Hamburger SV, Lille OSC en Everton. In juni 2022 maakte Onana zijn debuut in het Belgische nationale elftal.
Onana is de zoon van een Kameroense vader en een Senegalese moeder. Hij werd geboren in Dakar, waar hij opgroeide in het familiehuis met zijn grootvader en moeder die kinesitherapeute was. Op twaalfjarige leeftijd verhuisde hij naar België, waar zijn vader al een lange tijd leefde. In Brussel ging hij naar school in het Sint-Michielscollege.

## Clubcarrière

### Jeugd
Onana begon zijn jeugdopleiding in België bij RSC Anderlecht, waar hij in de provinciale selectie op de Heizel speelde. Later speelde hij ook nog voor White Star Bruxelles en Zulte Waregem. In 2017 maakte hij de overstap naar het Duitse TSG 1899 Hoffenheim om bij de U17 en U18 te spelen. Op 13 maart 2019 mocht hij elf minuten meespelen in het B-elftal van Hoffenheim tijdens een competitiewedstrijd tegen FC 08 Homburg. Eerder dat seizoen had hij met de U19 van de club ook al de halve finale van de UEFA Youth League gehaald.

### Hamburger SV
In januari 2020 nam tweedeklasser Hamburger SV Onana over, hij was op dat moment aanvoerder van de U19 van Hoffenheim.. Op 14 september 2020 maakte Onana zijn officiële debuut in het eerste elftal van de club: in de bekerwedstrijd tegen SG Dynamo Dresden, die Hamburg met 4-1 verloor, mocht hij in de 60e minuut bij een 3-0-achterstand invallen voor Lukas Hinterseer. Onana scoorde in de 89e minuut de eerredder voor Hamburg. Tegen Sandhausen scoorde hij zijn eerste doelpunt in de competitie. Hij speelde voor Hamburg 26 wedstrijden waarin hij drie keer scoorde, alvorens op de radar van nog grotere ploegen te komen.

### Lille OSC

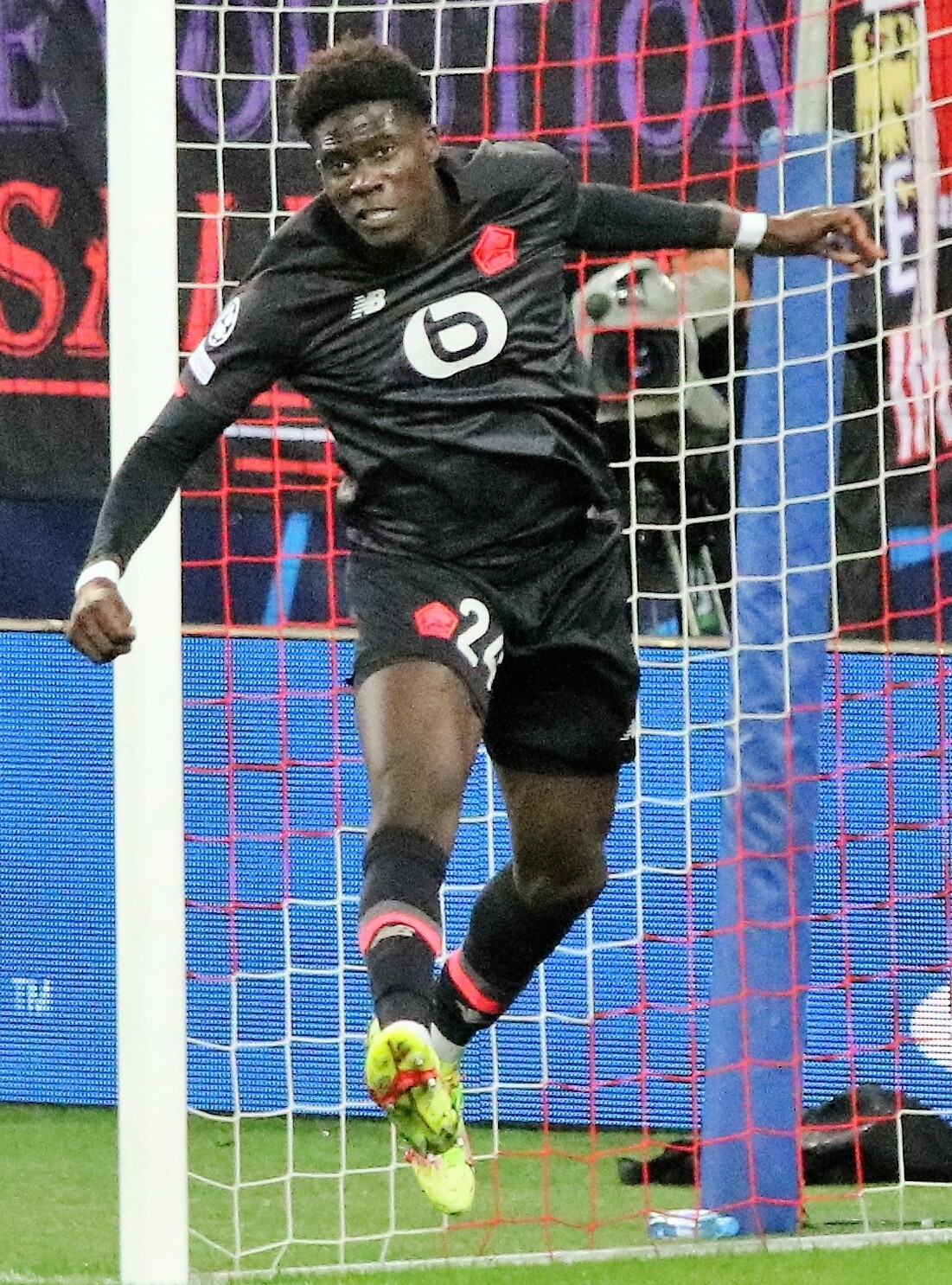
Onana in september 2021 bij Lille OSC

Begin augustus 2021 ondertekende Onana bij de Franse landskampioen Lille OSC een contract tot 2026.. Lille betaalde € 8.000.000,- voor Onana, die ook kon rekenen op interesse van onder andere Borussia Dortmund en SSC Napoli. Hij debuteerde op 14 augustus 2021 met een 0-4 nederlaag tegen OGC Nice. Na 65 minuten mocht hij invallen voor Yusuf Yazıcı. Van trainer Jocelyn Gourvennec, die in een gesprek vooraf te kennen had gegeven dat hij Onana op korte termijn als een rotatiespeler zag, mocht hij in het begin vooral invallen. 
Op 4 januari 2022 scoorde hij twee keer tegen Lens in de 1/8ste finales van de Coupe de France. Vlak voor het halfuur zette hij Lille op voorsprong met een rake kopbal, vijf minuten later verdubbelde hij die bonus met z'n tweede van de avond. Toch zou de tweeklapper van Onana Lille weinig opleveren, want dankzij twee goals dwong Lens alsnog strafschoppen af waarin het ten onder ging.
Hij speelde ook in Champions League-groepswedstrijden tegen VfL Wolfsburg, Red Bull Salzburg en Sevilla FC. Voor Lille speelde hij 42 wedstrijden waarin hij drie keer scoorde.

### Everton FC
Begin augustus 2022 ondertekende Onana bij Everton FC een contract tot eind juni 2027. Hij werd verkocht voor om en bij de € 40.000.000,- (€ 35.000.000,- plus € 5.000.000,- bonussen). Er was heel wat Engelse interesse voor hem. Zijn profiel past perfect in de Premier League. De middenvelder is een atleet: groot (1,95 m), sterk, een enorm loopvermogen en veel volume. Hij doet denken aan Marouane Fellaini. Ook West Ham was geïnteresseerd in hem. De trainer van Everton (voormalig topspeler Frank Lampard) was een van de  belangrijkste redenen om bij Everton te tekenen. Hij kreeg er het rugnummer 8. Bij Everton speelden er in het verleden met Lukaku, Mirallas en Fellaini nog drie Belgen. Hij was samen met Youri Tielemans en Axel Witsel na Kevin De Bruyne de duurste Belgische middenvelder ooit. Voor Lille zou Onana de op twee na grootste uitgaande transfer zijn na Nicolas Pépé en Victor Osimhen. Dat Engelse clubs zoveel geld wilden betalen voor de middenvelder was opmerkelijk, aangezien de geschatte marktwaarde op dat ogenblik € 10.000.000,- was. Amadou Onana is al de zesde jonge Belg die in de zomer van 2022 een miljoenentransfer versierde.
Op de tweede speeldag van de Premier League debuteerde Onana tegen Aston Villa. Toptransfer Amadou Onana liet zich in een tiental minuten in negatieve én positieve zin opmerken. Tien minuten voor tijd mocht Amadou Onana zijn opwachting maken en proberen om toch nog een gelijkspel uit de brand te slepen, maar nog geen vijf minuten later stond het al 2-0. Hij kwam in het veld voor Demarai Gray. Dat doelpunt kwam er na balverlies van de Rode Duivel. Meteen daarna zette Onana zijn foutje recht door zich door te zetten in het strafschopgebied van Aston Villa. Lucas Digne werkte de voorzet van Onana ongelukkig in eigen doel en uit het niets stond het 2-1, meteen de einduitslag. Op de vierde speeldag, tegen Brentford, stond Onana voor het eerst in de basis. De wedstrijd eindigde op 1-1.

### Aston Villa
Eind juli 2024 tekende Onana een vijfjarig contract bij de Engelse club Aston Villa uit de Premier League. Naar verluidt was het transferbedrag tussen de 48 en 60 miljoen euro.

## Clubstatistieken
| Seizoen                     | Club            | Competitie      | Competitie | Competitie | Beker | Beker | Europees | Europees | Totaal | Totaal |
| Seizoen                     | Club            | Competitie      | Wed.       | Dlp.       | Wed.  | Dlp.  | Wed.     | Dlp.     | Wed.   | Dlp.   |
| --------------------------- | --------------- | --------------- | ---------- | ---------- | ----- | ----- | -------- | -------- | ------ | ------ |
| 2020/21                     | Hamburger SV    | 2. Bundesliga   | 25         | 2          | 1     | 1     | —        | —        | 26     | 3      |
| 2021/22                     | Lille OSC       | Ligue 1         | 32         | 1          | 2     | 2     | 8        | 0        | 42     | 3      |
| 2022/23                     | Everton         | Premier League  | 33         | 1          | 2     | 0     | —        | —        | 35     | 1      |
| 2023/24                     | Everton         | Premier League  | 30         | 2          | 7     | 1     | —        | —        | 37     | 3      |
| 2024/25                     | Aston Villa     | Premier League  | 3          | 2          | 0     | 0     | 0        | 0        | 3      | 2      |
| Carrière totaal             | Carrière totaal | Carrière totaal | 123        | 8          | 12    | 4     | 8        | 0        | 142    | 12     |
| Bijgewerkt op 24 juli 2024. |                 |                 |            |            |       |       |          |          |        |        |

## Interlandcarrière

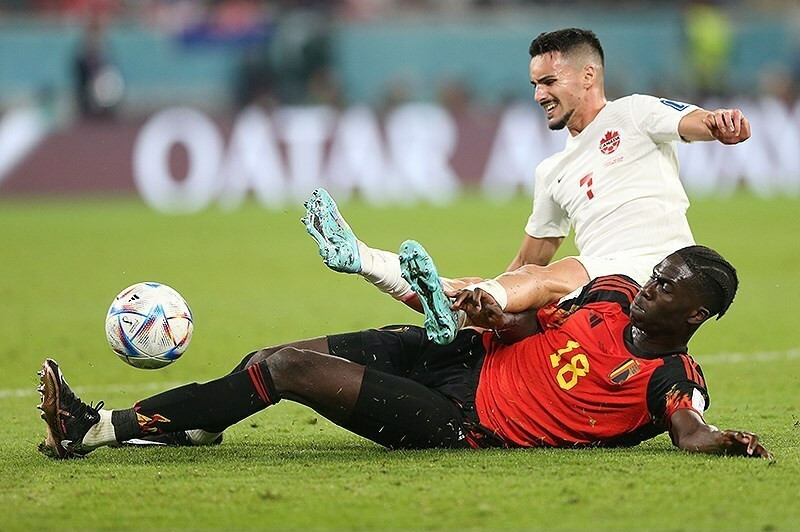
Amadou Onana op het WK 2022 in Qatar

Onana nam in 2018 met België –17 deel aan het EK onder 17 in Engeland. Hij kreeg er een basisplaats in de eerste en tweede groepswedstrijd tegen Ierland (0-2-winst) en Bosnië en Herzegovina (0-4-winst). Ook in de kwartfinale tegen Spanje (2-1-winst) en halve finale tegen Italië (2-1-verlies) kreeg hij een basisplaats van bondscoach Thierry Siquet. Hij sinds de U17 van de nationale ploeg een vaste waarde.
Op 19 maart riep Jacky Mathijssen hem voor het eerst op bij de Belgische beloften. Op 4 juni 2021 debuteerde hij in de EK-kwalificatiewedstrijd tegen Kazachstan (1-3-winst). Onana, die in zijn debuutwedstrijd meteen de aanvoerdersband kreeg, scoorde in Kazachstan de 1-2. In de eerste zes kwalificatiewedstrijden, waarin België 18 op 18 pakte, speelde Onana telkens de volledige wedstrijd. In de aanloop naar de zesde kwalificatiewedstrijd (tegen Schotland) verklaarde ex-bondscoach René Vandereycken dat hij in Onana een toekomstige Rode Duivel zag. Drie maanden eerder had Roberto Martínez ook al laten weten dat Onana, naast Eliot Matazo en Koni De Winter een van de drie jonge spelers was die intensief werden gevolgd.
In mei 2022 werd Amadou Onana voor het eerst opgeroepen voor de Rode Duivels voor vier duels in de UEFA Nations League in de eerste helft van juni, waar hij debuteerde tegen Nederland. Hij maakte deel uit van een ruime kern van 32 spelers. Ook Loïs Openda was er voor het eerst bij. Op 3 juni 2022 mocht Onana voor het eerst aantreden bij het eerste elftal van België. Hij startte op de bank in de UEFA Nations League tegen Nederland. Bij het aanvangen van de tweede helft verving hij Hans Vanaken. Op dat ogenblik stond België 0-1 in het krijt. Uiteindelijk ging de wedstrijd met 1-4 verloren. Op 25 september 2022 kreeg Onana zijn eerste basisplaats voor de Rode Duivels tegen Nederland. Hij speelde een degelijke wedstrijd. Eind mei 2024 werd hij door bondscoach Domenico Tedesco opgenomen in de selectie voor het EK 2024 in Duitsland.

## Interlands
| Interlands van Amadou Onana voor België | Interlands van Amadou Onana voor België | Interlands van Amadou Onana voor België | Interlands van Amadou Onana voor België | Interlands van Amadou Onana voor België | Interlands van Amadou Onana voor België |
| No.                                     | Datum                                   | Wedstrijd                               | Uitslag                                 | Soort Wedstrijd                         | Doelpunten                              |
| Als speler bij Lille OSC                | Als speler bij Lille OSC                | Als speler bij Lille OSC                | Als speler bij Lille OSC                | Als speler bij Lille OSC                | Als speler bij Lille OSC                |
| --------------------------------------- | --------------------------------------- | --------------------------------------- | --------------------------------------- | --------------------------------------- | --------------------------------------- |
| 1.                                      | 3 juni 2022                             | België – Nederland                      | 1 – 4                                   | Nations League 2022/23                  | -                                       |
| Als speler bij Everton                  |                                         |                                         |                                         |                                         |                                         |
| 2.                                      | 25 september 2022                       | Nederland – België                      | 1 – 0                                   | Nations League 2022/23                  | -                                       |
| 3.                                      | 23 november 2022                        | België – Canada                         | 1 – 0                                   | WK 2022                                 | -                                       |
| 4.                                      | 27 november 2022                        | België – Marokko                        | 0 – 2                                   | WK 2022                                 | -                                       |
| 5.                                      | 24 maart 2023                           | Zweden – België                         | 0 – 3                                   | Kwalificatie EK 2024                    | -                                       |
| 6.                                      | 28 maart 2023                           | Duitsland – België                      | 2 – 3                                   | Vriendschappelijk                       | -                                       |
| 7.                                      | 9 september 2023                        | Azerbeidzjan – België                   | 0 – 1                                   | Kwalificatie EK 2024                    | -                                       |
| 8.                                      | 12 september 2023                       | België – Estland                        | 5 – 0                                   | Kwalificatie EK 2024                    | -                                       |
| 9.                                      | 13 oktober 2023                         | Oostenrijk – België                     | 2 – 3                                   | Kwalificatie EK 2024                    | -                                       |
| 10.                                     | 23 maart 2024                           | Ierland – België                        | 0 – 0                                   | Vriendschappelijk                       | -                                       |
| 11.                                     | 26 maart 2024                           | Engeland – België                       | 2 – 2                                   | Vriendschappelijk                       | -                                       |
| 12.                                     | 5 juni 2024                             | België – Montenegro                     | 2 – 0                                   | Vriendschappelijk                       | -                                       |
| 13.                                     | 8 juni 2024                             | België – Luxemburg                      | 3 – 0                                   | Vriendschappelijk                       | -                                       |
| 14.                                     | 17 juni 2024                            | België – Slowakije                      | 0 – 1                                   | EK 2024                                 | -                                       |
| 15.                                     | 22 juni 2024                            | België – Roemenië                       | 2 – 0                                   | EK 2024                                 | -                                       |
| 16.                                     | 26 juni 2024                            | Oekraïne – België                       | 0 – 0                                   | EK 2024                                 | -                                       |
| 17.                                     | 1 juli 2024                             | Frankrijk – België                      | 1 – 0                                   | EK 2024                                 | -                                       |
| Als speler bij Aston Villa              |                                         |                                         |                                         |                                         |                                         |
| 18.                                     | 6 september 2024                        | België – Israël                         | 3 – 1                                   | UEFA Nations League 2024/25             | -                                       |
| 19.                                     | 9 september 2024                        | Frankrijk – België                      | 2 – 0                                   | UEFA Nations League 2024/25             | -                                       |
| 20.                                     | 14 november 2024                        | België – Italië                         | 0 – 1                                   | UEFA Nations League 2024/25             | -                                       |
| 21.                                     | 6 juni 2025                             | Noord-Macedonië - België                | 1 – 1                                   | Kwalificatie WK 2026                    | -                                       |
| 22.                                     | 9 juni 2025                             | België – Wales                          | 4 – 3                                   | Kwalificatie WK 2026                    | -                                       |
| Totaal                                  | Totaal                                  | Totaal                                  | Totaal                                  | Totaal                                  | 0                                       |

Bijgewerkt t/m 9 junui 2025.

## Trivia
- Onana's veertien jaar oudere halfzus Mélissa is zijn spelersmakelaar en begeleidt met haar agentschap Be The Future Management (BTFM) ook andere spelers. Ze hebben dezelfde vader. Mélissa begon met videomontages te maken van de jeugdwedstrijden van Amadou om hem te promoten bij clubs. Dat trok de aandacht van TSG 1899 Hoffenheim, waar hij een deel van zijn jeugdopleiding zou krijgen.[31] In 2024 kwam de documentaire My sister, my agent uit, die zich focust op de professionele relatie tussen broer en zus als voetballer en spelersmakelaar.